# Tonalea (Arizona)
Tonalea es un lugar designado por el censo ubicado en el condado de Coconino en el estado estadounidense de Arizona. En el Censo de 2010 tenía una población de 549 habitantes y una densidad poblacional de 21,34 personas por km².

## Geografía
Tonalea se encuentra ubicado en las coordenadas 36°19′18″N 110°57′0″O / 36.32167, -110.95000. Según la Oficina del Censo de los Estados Unidos, Tonalea tiene una superficie total de 25.72 km², de la cual 25.72 km² corresponden a tierra firme y (0%) 0 km² es agua.

## Demografía
Según el censo de 2010, había 549 personas residiendo en Tonalea. La densidad de población era de 21,34 hab./km². De los 549 habitantes, Tonalea estaba compuesto por el 0.18% blancos, el 0% eran afroamericanos, el 97.63% eran amerindios, el 0% eran asiáticos, el 0% eran isleños del Pacífico, el 0% eran de otras razas y el 2.19% pertenecían a dos o más razas. Del total de la población el 1.09% eran hispanos o latinos de cualquier raza.